# Теодор Бэгвелл
Теодо́р Бэ́гвелл (англ. Theodore Bagwell) в сокращении от Тheodore Bagwell «Ти-Бэг» (T-Bag) — вымышленный персонаж американского телесериала «Побег».
Был осуждён и заключён в тюрьму строгого режима «Фокс Ривер» расположенную в городе Джолиет, штата Иллинойс, побег из которой совершают восемь осуждённых во главе с Майклом Скофилдом в первом сезоне телесериала.
Ти-Бэг был приговорён к пожизненному заключению за особо тяжкие преступления, в том числе и убийства. На протяжении всего сериала он так и остаётся преступником, опасным рецидивистом, не останавливающимся ни перед чем, и в первые же сутки после побега совершает убийство. По своей натуре обладает властным характером, умён, хитёр, жесток, иногда справедлив. Появляется во второй серии первого сезона в качестве второстепенного персонажа, но затем входит в группу главных героев сериала.
Эту запоминающуюся роль исполнил актёр Роберт Неппер.
Также Ти-Бэг появляется в 3 серии 1 сезона сериала «Короли побега». Сюжет этой серии не связан с сериалом «Побег» и скорее является отсылкой или «пасхальным яйцом», или же продолжает события и судьбу персонажа после заключительного четвёртого сезона сериала который закончил историю двух братьев в 2009 году.
4 апреля 2017 года, спустя восемь лет после окончания сериала, состоялась премьера пятого сезона «Побега».
Роберт Неппер так же вернулся к роли Ти-Бэга на съёмочной площадке. На данный момент отснято 9 эпизодов 5 сезона.

## Биография
Теодор Бэгвелл родился в г. Тускалуса, штат Алабама, США 10 июля 1959 года. Причиной его рождения стало то, что его отец вступил в половую связь со своей младшей умственно отсталой сестрой. Теодор с детства хорошо учился, но подвергался домогательствам со стороны пьющего отца, что отразилось на его психике. В возрасте 17 лет (по собственным словам) в подростковом возрасте подвергался издёвкам со стороны противоположного пола, со стороны сверстниц и одноклассниц.
Был приговорён к пожизненному заключению и отправлен в «Фокс Ривер» за похищение, и убийство шестерых подростков в родном штате. Был арестован по наводке любимой женщины — Сьюзан Холландер, которая узнала о том, кто он, из новостей.
По характеру агрессивен, жесток, коварен, в тюрьме пользовался значительным авторитетом со стороны убийц, насильников, отморозков, фашистов, нацистов, коммунистов и даже возглавлял целый преступный синдикат «Союз Чистоты», основанный на расовом превосходстве белых.
Так же в наличии всегда имел мальчиков на побегушках, слабых заключённых, прислужливых шестёрок, которым давал различные указания, иногда издевался, унижал за провинности посредством опускания. Характерным признаком подавления воли заключенного Ти-Бэгом, являлась ходьба с вывернутым карманом, за который держался осуждённый, это означало то что услужливый заключенный полностью подвластен Ти-Бэгу.
Имеет привычку облизываться, в момент когда видит красивых девушек, или же испытывает агрессию и жестокость в момент зарождающегося конфликта.

## Критика
По мнению TV Guide, является одним из наиболее пугающих персонажей сериалов. А Entertainment Weekly упоминает его как одного из «лучших злодеев на ТВ».

## Ти-Бэг в русской версии сериала
В апреле 2010 года стало известно, что в России снимается собственная версия сериала[95]. 20 сентября 2010 года «Первый канал» начал показывать сериал «Побег»[96][97].
Всего было снято 2 сезона из 38 серий. Адаптация подверглась жёсткой критике со стороны поклонников оригинального шоу.
Большая часть сюжетных линий и диалогов была полностью скопирована, но в сюжетные линии также были введены новые персонажи, отображающие российскую действительность.
В российской версии сериала роль Ти-Бэга исполнил актёр Виталий Кищенко, персонажа зовут Владимир Хлынов («Логопед»). Герой во многом повторяет судьбу своего прототипа.